# Њукта
Њукта или Никта (старогрчки Νύξ, лат. Nox) је примордијална богиња ноћи у грчкој митологији. Ретко се појављује у митовима, али је сматрана изузетно моћном и лепом. Имала је храм-пророчиште у мегарској акрополи, а њена статуа се налази у Артемидином храму у Ефесу.

## Митологија

### Хесиод
Према Хесиодовој Теогонији, Никта је настала из Хаоса. Имала је бројно потомство. Са Еребом, богом вечне таме, имала је Етра, вечито светло и Хемеру, ведри дан.
Када је Титан Хрон осакатио свог оца Урана, и преотео му власт, обузета срџбом и бесом због тог чина, Никта је путем партеногенезе родила Мома (критику), Мороса (проклетство), Таната (смрт), Хипноса (спавање), Харона, Онеире (снове), Хеспериде (вече), Кере (насилну смрт), Мојре (судбину), Немесиду (освету), Апату (обману), Филотас (дружење), Гераса (старост) и Ериду (раздор).
Хесиод у свом опису Тартара каже да када би Никта ушла у Тартар, Хемера би изашла, а када би се Хемера вратила, Никта би отишла.

### Хомер
У 14. књизи Хомерове Илијаде, Никтин син Хипнос, бог спавања, подcећа Херу на стару услугу, када му је затражила да успава Зевса. Већ је једном успавао Зевса на Херин захтев, што јој је омогућило да напакости његовом сину Хераклу. Зевс је био бесан, и суновратио би Хипноса у море да није у страху побегао код Никте, своје мајке. Хомер даље објашњава да је Зевс обуздао свој бес, плашећи се да наљути Никту, па је тако Хипнос избегао његов гнев. Након тога се усудио да узнемири Зевса само пар пута, јер га се увек плашио и трчао би назад својој мајци, Никти.

### Орфизам
Никта је имала још битнију улогу у деловима неких песама које се приписују Орфеју. У њима је Никта, а не Хаос, прво божанство. Она живи у пећини у којој прориче. Хрон, које је завезан, заспао и пијан од меда, спава и прориче. Испред пећине, Адрастеја удара чинелама и у тимпане, помјерајући сав свемир у екстатичком плесу у ритму Никтиној бајања. Фан, чудни, чудовишни хермафродит демијург, дете је или отац Никте.

## Деца
- Са Еребом, примордијалним мраком:
  - Етер, светлост, ваздух богова[а]
  - Харон, лађар у Хаду
  - Епифрон, разборитост, пажња
  - Хемера, дан
  - Морос, проклетство[б]
  - Немесида, освета[в]
  - Стикс, мржња[г]
- Партеногено:
  - Ахлис, магла смрти[1]
  - Апата, обмана[д]
  - Ерида, раздор[ђ]
  - Ериније[е]
  - Герас, старост[ж]
  - Хеспериде, сумрак[з]
  - Кере, насилна смрт[и]
  - Мојре, судбина[ј]
  - Мом, исмејавање[к]
  - Ојзис, беда[л]
  - Онеири, снови[љ]
  - Танатос, смрт[м]
  - Фан[н]
  - Филотас, дружење[њ]
  - Хипнос, спавање[о]
- Са Ураном, небом:
  - Лиса, бес[п]

## Култ
Грци и Римљани нису поштовали Њукту и нису подизали храмове њој у част. Када су сликали њен лик, сликали су је као замишљену жену са прекривеним лицем и у тамној одори.
Такав лик Њукте се најчешће јавља на вазама и рељефима, као и на надгробним споменицима. Најпознатији њен приказ је на Зевсовом олтару из Пергама (180. - 160. п. н. е.) који се данас чува у берлинском музеју.
Као алегоријски лик Њукта је оживела на платнима многих сликара ренесансе и барока.

### Извори за децу
- Цицерон: „О природи богова“
- Хесиод: „Теогонија“, „Послови и дани“
- Хигин
- Паусанија
- Хомер: „Илијада“
- Есхил: „Еумениде“
- Виргилије: „Енејида“
- Овидије: „Метаморфозе“
- Бакхилид
- Орфичке химне
- Диодор
- Сапфо
- Сенека: „Херкул“
- Еурипид: „Херакле“
- Платон: „Држава“